# Heathcote River
Der Heathcote River (Maori Ōpawaho) ist ein Fluss in Christchurch in der Region Canterbury auf der Südinsel von Neuseeland.

## Namensherkunft
Der Heathcote River ist nach William Heathcote, dem ehemaligen Sekretär der Canterbury Association, benannt.

## Geographie
Der Fluss entspringt im Stadtteil Hornby und fließt in Mäanderform durch mehrere Stadtteile, wie Wigram, Hillmorton, Hoon Hay, Spreydon, Cracroft, Cashmere, Beckenham, St Martins, Opawa und Woolston in westlich Richtung, um nach 24,5 km im Stadtteil Ferrymead in das Estuary of the Heathcote and Avon Rivers/Ihutai zu münden, einem Ästuar, das sich aus dem Avon River/Ōtakaro speiste und in der Pegasus Bay seinen Abfluss in den Pazifischen Ozean hat.
Die letzten 3,6 km des Flusses stehen unter dem Einfluss der Gezeiten.

## Nutzung durch die Māori
Der ursprüngliche Name des Flusses, „Ō-pa-waho“ bedeutet „Platz des auswärts gelegenen Pā“ und verweist auf einen dort als Vorposten (waho) von Kaiapoi angelegte Befestigung Pā (befestigtes Dorf). Das Dorf wurde auf höher gelegenem Grund flussabwärts der heutigen Opawa Road Bridge errichtet. Es diente den zwischen Kaiapoi und Horomaka auf der Banks Peninsula reisenden Māori vom Iwi der Ngāi Tahu als Rastplatz. Die Umgebung war eine wichtige mahinga kai, eine Nahrungsquelle besonders für Tuere (Blindaal) und Kanakana (Neunaugen).
Vor der Urbanisierung des Gebietes zog sich der Fluss in Mäandern durch ein ausgedehntes Feuchtgebiet. Historische Karten aus der Mitte des 19. Jahrhunderts, die sogenannten „Black Maps“, zeigen, dass der Fluss damals von dichten Beständen aus Neuseeländer Flachs (Harakeke), Toetoe, Raupo, Tutu und Farnen umgeben war, die von Kohlbäumen (Ti kouka) durchsetzt waren.
Das tiefliegende Flusstal war sehr feucht und bei Hochwasser des nahegelegenen Waimakariri River konnte selbst hochgelegenes Land überschwemmt werden.
Über mehrere Jahrhunderte diente der Fluss als Nahrungsquelle und Transportweg. Die Iwi Waitaha, Kāti Māmoe und Ngāi Tahu hatten eine enge Beziehung zu ihm. Im Sumpfwald wurden Wasser- und Waldvögel gefangen, im Wasser wurden mit Fallen Whitebait (Inanga), Flundern (Pātiki) und Aal (Tuna) gefangen.